# Futbol'nyj Klub Dinamo Moskva 2017-2018
Questa voce raccoglie le informazioni riguardanti il Futbol'nyj Klub Dinamo Mosca nelle competizioni ufficiali della stagione 2017-2018. 

## Stagione
Appena tornata in Prem'er-Liga, la Dinamo Mosca concluse il campionato all'ottavo posto.

## Maglie
| Manica sinistra · Maglietta · Maglietta · Manica destra · Pantaloncini · Pantaloncini · Calzettoni · Calzettoni | Manica sinistra · Maglietta · Maglietta · Manica destra · Pantaloncini · Pantaloncini · Calzettoni · Calzettoni |

## Rosa
| N. |                     | Ruolo | Calciatore       |
| -- | ------------------- | ----- | ---------------- |
| 1  | Russia (bandiera)   | P     | Anton Šunin      |
| 2  | Russia (bandiera)   | D     | Grigorij Morozov |
| 3  | Svezia (bandiera)   | D     | Sebastian Holmén |
| 4  | Russia (bandiera)   | D     | Vladimir Rykov   |
| 5  | Ghana (bandiera)    | C     | Abdul Tetteh     |
| 7  | Russia (bandiera)   | A     | Evgenij Markov   |
| 8  | Russia (bandiera)   | A     | Kirill Pančenko  |
| 10 | Russia (bandiera)   | C     | Aleksandr Zotov  |
| 11 | Russia (bandiera)   | D     | Ivan Temnikov    |
| 13 | Lituania (bandiera) | A     | Fiodor Černych   |
| 15 | Russia (bandiera)   | D     | Ibragim Callagov |
| 17 | Russia (bandiera)   | A     | Anton Terechov   |

| N. |                                 | Ruolo | Calciatore        |
| -- | ------------------------------- | ----- | ----------------- |
| 20 | Russia (bandiera)               | C     | Vjačeslav Grulëv  |
| 23 | Russia (bandiera)               | D     | Anton Sosnin      |
| 25 | Russia (bandiera)               | D     | Aleksej Kozlov    |
| 26 | Russia (bandiera)               | D     | Nikita Kalugin    |
| 27 | Mali (bandiera)                 | C     | Samba Sow         |
| 31 | Russia (bandiera)               | P     | Igor' Leščuk      |
| 34 | Russia (bandiera)               | D     | Konstantin Rausch |
| 44 | Bosnia ed Erzegovina (bandiera) | D     | Toni Šunjić       |
| 48 | Russia (bandiera)               | A     | Evgenij Lucenko   |
| 77 | Russia (bandiera)               | C     | Anatolij Katrič   |
| 88 | Russia (bandiera)               | C     | Aleksandr Tašaev  |
| 90 | Russia (bandiera)               | C     | Nikolaj Obol'skij |

## Risultati

### Prem'er-Liga
| Chimki 18 luglio 2017, ore 19:30 1ª giornata | Dinamo Mosca | 2 – 2 referto | Spartak Mosca | Arena Chimki (17 133 spett.) |

| Chimki 23 luglio 2017, ore 17:30 2ª giornata | Dinamo Mosca | 0 – 1 referto | Ural | Arena Chimki (6 853 spett.) |

| Groznyj 29 luglio 2017, ore 20:00 3ª giornata | Achmat Groznyj | 2 – 0 referto | Dinamo Mosca | Stadion imeni Achmat-Chadži Kadyrova (17 324 spett.) |

| Chimki 5 agosto 2017, ore 17:30 4ª giornata | Dinamo Mosca | 3 – 0 referto | Amkar Perm' | Arena Chimki (5 423 spett.) |

| Rostov sul Don 9 agosto 2017, ore 20:00 5ª giornata | Rostov | 1 – 0 referto | Dinamo Mosca | Stadio Olimp-2 (10 215 spett.) |

| Kaspijsk 12 agosto 2017, ore 20:00 6ª giornata | Anži | 1 – 3 referto | Dinamo Mosca | Anži-Arena (5 339 spett.) |

| Chimki 20 agosto 2017, ore 17:30 7ª giornata | Dinamo Mosca | 1 – 1 referto | Ufa | Arena Chimki (6 179 spett.) |

| Krasnodar 27 agosto 2017, ore 20:00 8ª giornata | Krasnodar | 2 – 0 referto | Dinamo Mosca | Stadio FK Krasnodar (23 877 spett.) |

| Chimki 10 settembre 2017, ore 14:00 9ª giornata | Dinamo Mosca | 0 – 0 referto | Zenit San Pietroburgo | Arena Chimki (11 518 spett.) |

| Tula 15 settembre 2017, ore 19:30 10ª giornata | Arsenal Tula | 1 – 0 referto | Dinamo Mosca | Stadio Arsenal (12 450 spett.) |

| Chimki 23 settembre 2017, ore 16:30 11ª giornata | Dinamo Mosca | 0 – 0 referto | CSKA Mosca | Arena Chimki (10 427 spett.) |

| Mosca 1º ottobre 2017, ore 16:30 12ª giornata | Lokomotiv Mosca | 3 – 0 referto | Dinamo Mosca | RŽD Arena (12 007 spett.) |

| Chimki 14 ottobre 2017, ore 14:00 13ª giornata | Dinamo Mosca | 2 – 0 referto | SKA-Chabarovsk | Arena Chimki (3 632 spett.) |

| Kazan' 21 ottobre 2017, ore 16:30 14ª giornata | Rubin | 0 – 0 referto | Dinamo Mosca | Kazan Arena (5 878 spett.) |

| Chimki 29 ottobre 2017, ore 14:00 15ª giornata | Dinamo Mosca | 0 – 1 referto | Tosno | Arena Chimki (3 657 spett.) |

| Ekaterinburg 3 novembre 2017, ore 17:30 16ª giornata | Ural | 2 – 2 referto | Dinamo Mosca | SKB-Bank Arena (3 815 spett.) |

| Chimki 18 novembre 2017, ore 14:00 17ª giornata | Dinamo Mosca | 1 – 1 referto | Achmat Groznyj | Arena Chimki (3 329 spett.) |

| Perm' 24 novembre 2017, ore 17:30 18ª giornata | Amkar Perm' | 2 – 1 referto | Dinamo Mosca | Stadio Zvezda (4 890 spett.) |

| Chimki 2 dicembre 2017, ore 14:00 19ª giornata | Dinamo Mosca | 2 – 0 referto | Rostov | Arena Chimki (3 250 spett.) |

| Chimki 9 dicembre 2017, ore 14:00 20ª giornata | Dinamo Mosca | 2 – 0 referto | Anži | Arena Chimki (3 525 spett.) |

| Ufa 4 marzo 2018, ore 14:00 21ª giornata | Ufa | 1 – 1 referto | Dinamo Mosca | Stadio Neftjanik (6 178 spett.) |

| Chimki 10 marzo 2018, ore 16:30 22ª giornata | Dinamo Mosca | 0 – 0 referto | Krasnodar | Arena Chimki (5 100 spett.) |

| San Pietroburgo 18 aprile 2018, ore 19:30 23ª giornata | Zenit San Pietroburgo | 2 – 1 referto | Dinamo Mosca | Stadio San Pietroburgo (33 793 spett.) |

| Chimki 31 marzo 2018, ore 16:30 24ª giornata | Dinamo Mosca | 2 – 1 referto | Arsenal Tula | Arena Chimki (5 374 spett.) |

| Mosca 9 aprile 2018, ore 19:30 25ª giornata | CSKA Mosca | 1 – 2 referto | Dinamo Mosca | Arena CSKA (19 054 spett.) |

| Chimki 14 aprile 2018, ore 14:00 26ª giornata | Dinamo Mosca | 0 – 4 referto | Lokomotiv Mosca | Arena Chimki (10 114 spett.) |

| Chabarovsk 22 aprile 2018, ore 11:00 27ª giornata | SKA-Chabarovsk | 0 – 1 referto | Dinamo Mosca | Stadio Lenin (6 120 spett.) |

| Chimki 30 aprile 2018, ore 14:00 28ª giornata | Dinamo Mosca | 0 – 0 referto | Rubin | Arena Chimki (6 415 spett.) |

| San Pietroburgo 5 maggio 2018, ore 14:00 29ª giornata | Tosno | 1 – 2 referto | Dinamo Mosca | Stadio Petrovskij (5 405 spett.) |

| Mosca 13 maggio 2018, ore 14:03 30ª giornata | Spartak Mosca | 0 – 1 referto | Dinamo Mosca | Otkrytie Arena (42 124 spett.) |

### Coppa di Russia
| Nal'čik 20 settembre 2017, ore 18:30 Sedicesimi di finale | Spartak-Nal'čik      | 0 – 0 referto | Dinamo Mosca | Stadio Spartak (3 000 spett.) |
| \| \| \| \| \| \| Tiri di rigore 4 – 2 \| \|              |                      |               |              |                               |
|                                                           |                      |               |              |                               |
|                                                           | Tiri di rigore 4 – 2 |               |              |                               |